# Woryty Zalewskie
Woryty Zalewskie  (niem. Woritten) – niestandaryzowana część wsi Barty w Polsce położona w województwie warmińsko-mazurskim, w powiecie iławskim, w gminie Zalewo.
Miejscowość wzmiankowana w dokumentach z roku 1386, jako wieś pruska na 12 włókach. Pierwotna nazwa Worythen wywodzi się z języka pruskiego, w którym słowo wors oznacza 'stary'. W roku 1782 we wsi odnotowano 10 domów (dymów), natomiast w 1858 w pięciu gospodarstwach domowych było 65 mieszkańców. W latach 1937–39 populacja liczona była z wsią Barty. W roku 1973 jako kolonia Woryty Zaleskie należały do powiatu morąskiego, gmina i poczta Zalewo.
W latach 1975–1998 miejscowość należała administracyjnie do województwa olsztyńskiego.